# Libanesische Premier League 1991/92
Die Libanesische Premier League 1991/92 war die 32. Spielzeit der höchsten libanesischen Spielklasse im Fußball der Männer. Insgesamt traten zwanzig Mannschaften an. Titelverteidiger war der al-Ansar.

## Abschlusstabellen

### Gruppe A
| Pl. | Verein            | Sp. | S  | U  | N  | Tore    | Diff. | Punkte |
| --- | ----------------- | --- | -- | -- | -- | ------- | ----- | ------ |
| 1.  | al-Ansar (M, P)   | 18  | 16 | 2  | 0  | 062:500 | +57   | 34:20  |
| 2.  | Safa SC Beirut    | 18  | 14 | 2  | 2  | 058:140 | +44   | 30:60  |
| 3.  | Nejmeh Club       | 18  | 8  | 5  | 5  | 023:210 | +2    | 21:15  |
| 4.  | Tadamon Sur Club  | 18  | 8  | 4  | 6  | 028:240 | +4    | 20:16  |
| 5.  | Al Bourj (N)      | 18  | 4  | 10 | 4  | 020:200 | ±0    | 18:18  |
| 6.  | Shabab al-Sahel   | 18  | 6  | 5  | 7  | 022:220 | ±0    | 17:19  |
| 7.  | Al-Ahli Saida (N) | 18  | 4  | 6  | 8  | 018:320 | −14   | 14:22  |
| 8.  | Al-Shabiba Mazraa | 18  | 5  | 3  | 10 | 024:520 | −28   | 13:23  |
| 9.  | Al Arz            | 18  | 4  | 2  | 12 | 015:390 | −24   | 10:26  |
| 10. | Al Istiklal 1 (N) | 18  | 1  | 1  | 16 | 018:590 | −41   | −1:33  |

Nach der regulären Saison:
Zum Saisonende 1990/91:

(M) Amtierender Meister: al-Ansar

(P) Amtierender Pokalsieger: al-Ansar

(N) Aufsteiger aus der Lebanese Second Division 1990/91: Al Bourj, Al-Ahli Saida & Al Istiklal
Anmerkung:

### Gruppe B
| Pl. | Verein                | Sp. | S  | U | N  | Tore    | Diff. | Punkte |
| --- | --------------------- | --- | -- | - | -- | ------- | ----- | ------ |
| 1.  | Tadamon Beirut        | 18  | 11 | 6 | 1  | 024:100 | +14   | 28:80  |
| 2.  | Salam Zgharta         | 18  | 8  | 6 | 4  | 026:170 | +9    | 22:14  |
| 3.  | Al Riyada w Adab      | 18  | 7  | 8 | 3  | 025:180 | +7    | 22:14  |
| 4.  | Homenetmen Beirut (N) | 18  | 7  | 6 | 5  | 018:190 | −1    | 20:16  |
| 5.  | Harakat al Shabab     | 18  | 6  | 7 | 5  | 018:140 | +4    | 19:17  |
| 6.  | Al-Ahli Sarba (N)     | 18  | 4  | 9 | 5  | 011:110 | ±0    | 17:19  |
| 7.  | Racing Beirut (N)     | 18  | 5  | 7 | 6  | 011:150 | −4    | 17:19  |
| 8.  | Homenmen Beirut (N)   | 18  | 7  | 2 | 9  | 018:220 | −4    | 16:20  |
| 9.  | Hekmeh FC (N)         | 18  | 3  | 8 | 7  | 015:220 | −7    | 14:22  |
| 10. | Tadamon Tripoli (N)   | 18  | 1  | 3 | 14 | 013:310 | −18   | 05:31  |

Nach der regulären Saison:
Zum Saisonende 1990/91:

(N) Aufsteiger aus der Lebanese Second Division 1990/91: Homenetmen Beirut, Al-Ahli Sarba, Racing Beirut, Homenmen Beirut, Hekmeh FC & Tadamon Tripoli

## Meisterschafts-Play-offs
|          | Gesamt |                | Hinspiel | Rückspiel |
| -------- | ------ | -------------- | -------- | --------- |
| al-Ansar | 4:1    | Tadamon Beirut | 2:1      | 2:0       |

| Damit wurde al-Ansar erneut Meister. |

## Relegation
|                   | Gesamt |                 | Hinspiel | Rückspiel |
| ----------------- | ------ | --------------- | -------- | --------- |
| Al-Shabiba Mazraa | 1:3    | Homenmen Beirut | 0:2      | 1:1       |

| Damit blieb Homenmen Beirut in der Premier League. |